# Bryn Mawr, Pennsylvania
Bryn Mawr, Pennsylvania (енгл. Bryn Mawr) насељено је место без административног статуса у америчкој савезној држави Пенсилванија.

## Демографија
По попису из 2010. године број становника је 3.779, што је 603 (-13,8%) становника мање него 2000. године.
| Група             | 2000.         | 2010.         |
| Белци             | 3.375 (77,0%) | 2.685 (71,1%) |
| Афроамериканци    | 457 (10,4%)   | 395 (10,5%)   |
| Азијати           | 320 (7,3%)    | 403 (10,7%)   |
| Хиспаноамериканци | 130 (3,0%)    | 187 (4,9%)    |
| Укупно            | 4.382         | 3.779         |